# Johann-Sebastian-Bach-Kirche (Berlin)

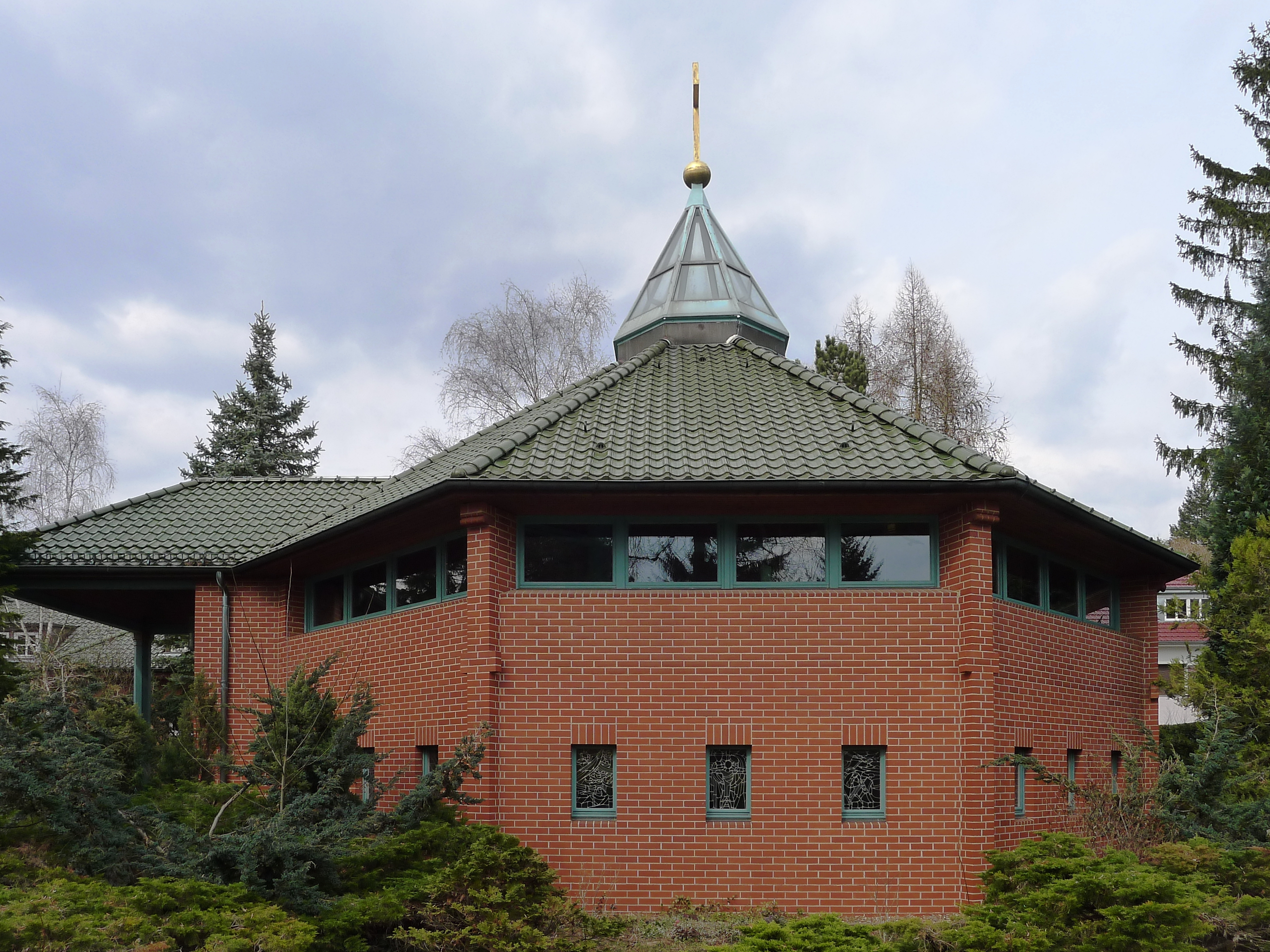
Johann-Sebastian-Bach-Kirche

Die evangelische Johann-Sebastian-Bach-Kirche entstand zwischen 1980 und 1981 nach Entwürfen von Reinhold Barwich. Sie repräsentiert den Baustil der Postmodernen Architektur und befindet sich in der Luzerner Straße 10–12 im Berliner Ortsteil Lichterfelde des Bezirks Steglitz-Zehlendorf. Die Kirchengemeinde gehört zum Kirchenkreis Steglitz im Sprengel Berlin der Evangelischen Kirche Berlin-Brandenburg-schlesische Oberlausitz und umfasst etwa 3000 Gemeindemitglieder.

## Entstehungsgeschichte
Die Bewohner des südlichen Pfarrbezirks der Johannesgemeinde in Lichterfelde hielten nach dem Zweiten Weltkrieg wegen der großen Entfernung zu ihrem Kirchengebäude Gottesdienste in einer Gartenlaube. Ab 1954 nutzten sie das Vereinsheim der Laubenkolonie Abendruh, ab 1959 das Pfarrhaus in der Carstennstraße. Sie hatten danach die ehemalige Notkirche des Daniel-Gemeindezentrums erworben und auf einem Grundstück in der Luzerner Straße aufstellen lassen. Das von Erich Ruhtz entworfene Fertighaus aus Holz wurde am 11. Februar 1968 als Gemeindezentrum eingeweiht. Die Fassade des eingeschossigen Baus hat ein durchlaufendes Fensterband. Vor dem Eingang des Gebäudes mit Vordach steht ein portalförmiger stählerner Glockenträger.
Am 1. April 1969 wurde die Ev. Kirchengemeinde Johannes-Süd, die seit dem 1. November 1970 Johann-Sebastian-Bach-Gemeinde heißt, aus der Johannes-Gemeinde ausgegliedert und selbstständig. 1971 gründete sich ein Kirchenbauvereins zur Bauvorbereitung eines festeren und größeren Gotteshauses. Der Verband der Berliner Synode führte 1973 einen Architektenwettbewerb durch, bei dem die Gemeinde den kostengünstigsten Entwurf wählte, dessen Baukosten mit 1,9 Millionen Mark angegeben waren (kaufkraftbereinigt in heutiger Währung: rund 3 Millionen Euro). Ein allgemeiner Baustopp für West-Berliner Kirchenlagen verhinderte jedoch den Kirchenbau. 1976 beschloss der Gemeindekirchenrat, aus eigenen Mitteln eine kleine Fertigkirche aus Holz aufzustellen, was etwa 300.000 Mark kosten würde. Das Berliner Konsistorium genehmigte diesen Bau jedoch nicht, stimmte aber einem Massivbau bei Eigenfinanzierung durch die Gemeinde zu. Die benötigte Summe von 750.000 Mark kam schließlich durch den Verkauf eines gemeindeeigenen Grundstücks, durch die im Kirchenbauverein angesparten Gelder, durch ein Darlehen sowie eine Spende von Bischof Martin Kruse zusammen. So erfolgte am 9. November 1980 die Grundsteinlegung neben dem Gemeindezentrum, am 8. Mai 1981 feierte man das Richtfest und am 29. November 1981 weihte Bischof Kruse das neue Kirchengebäude ein.

## Baubeschreibung und Ausstattung
Der achteckige Zentralbau ist mit Ziegeln verkleidet und mit einem Dachziegel bedeckten Zeltdach abgeschlossen. Darüber erhebt sich eine gläserne Laterne, unter welcher der durch ein Fensterband belichtete Kirchensaal angeordnet ist. Dieser Hauptraum ist konsequent auf den mittigen Altar ausgerichtet. Die umlaufende Empore wird von einem Kranz von Stützen getragen. Vorbild für diese Bauform ist die Dorfkirche Zehlendorf, allerdings ist bei ihr der Kirchenraum axial auf den Altar ausgerichtet.
Die Entwürfe und die Ausführung der insgesamt 18 Farbglasfenster im unteren Bereich der Kirche stammen von Sigmund Hahn.
In der Kirche befindet sich eine kleine Orgel aus der Werkstatt von Karl Schuke, die 1952 für die Kirche zum Heilsbronnen in Berlin-Schöneberg angefertigt worden war. Nach einer Zwischenstation in der Hephatha-Kirche in Berlin-Britz gelangte sie 1971 in die Bach-Gemeinde. Es folgten Umbaumaßnahmen und Umsetzungen, bis sie in dem neuen Gotteshaus ihren endgültigen Platz erhielt. Sie hat einen Umfang von 10 Registern auf zwei Manualen und Pedal (4/4/2).